# Carretera (Bascós)
Carretera (llamada oficialmente A Estrada) es una aldea española situada en la parroquia de Bascós, del municipio de Monforte de Lemos, en la provincia de Lugo, Galicia.

## Localización
Se encuentra a una altitud de 339 metros sobre el nivel del mar, junto a la carretera LU-933.

## Demografía
| Gráfica de evolución demográfica de Carretera entre 2000 y 2020 |
|                                                                 |
| Datos según el nomenclátor publicado por el INE.                |